# Schokkend Nieuws
Schokkend Nieuws is een Nederlands/Vlaams filmmagazine, gespecialiseerd in horrorfilms, sciencefiction, fantasyfilms en cultfilms.

## Geschiedenis
In maart 1992 werd het magazine opgericht door Bart Oosterhoorn, Phil van Tongeren en Jan Doense. Directe aanleiding was het verdwijnen van het fanzine Horrorscoop dat, dat elf jaar lang door Barry Raymakers werd uitgegeven en waarvoor filmjournalisten Van Tongeren en Doense al enkele jaren schreven. Vormgever Bart Oosterhoorn publiceerde eerder het vlugschrift Gorehound. De oprichters waren ook verbonden aan het filmfestival The Weekend of Terror (later Amsterdam Fantastic Film Festival en Imagine Filmfestival). 
Het nulnummer van Schokkend Nieuws, op A5-formaat en in zwart-wit gedrukt, werd gratis verspreid op het festival. Het eerste logo van het blad werd ontworpen door illustrator Peter Pontiac. In de loop der jaren ontwikkelde Schokkend Nieuws zich tot een onafhankelijk filmblad voor en door liefhebbers van horror, sciencefiction, fantasy, anime en cultfilms.
Vanaf nummer 55 (zomer 2002) werd Schokkend Nieuws onder leiding van hoofdredacteur Roel Haanen een kwartaalblad. Schokkend Nieuws verscheen voortaan op A4-formaat, in full color en telde per nummer gemiddeld zestig pagina's. 
In juni 2011 bracht hoofdredacteur Barend de Voogd het blad terug naar zijn oorspronkelijke tweemaandelijkse frequentie. Schokkend Nieuws telt nu 52 pagina's per nummer.	